# Thảm họa trực thăng ở Israel năm 1997
Thảm họa trực thăng Israel năm 1997 (tiếng Hebrew: אסון המסוקים: Ason HaMasokim, tức Thảm họa của những chiếc trực thăng) xảy ra vào ngày 4 tháng 2 năm 1997, khi hai máy bay trực thăng vận tải của không quân Israel chở binh lính Israel vào khu vực an ninh của Israel ở miền nam Liban va chạm giữa không trung , giết chết toàn bộ 73 quân nhân Israel trên máy bay. Vụ tai nạn đã khiến quốc tang lan rộng và được coi là yếu tố hàng đầu khiến Israel quyết định rút khỏi miền nam Liban vào năm 2000.

## Tổng quan

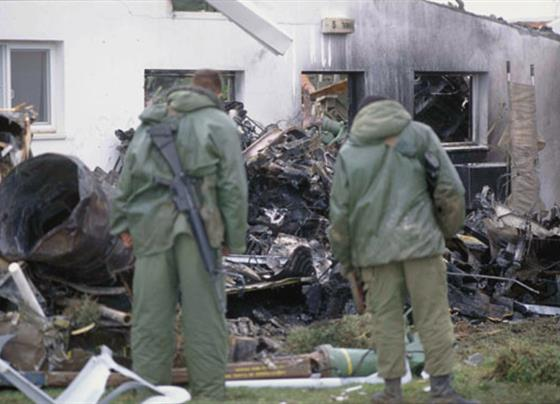
Binh sĩ Israel kiểm tra đống đổ nát

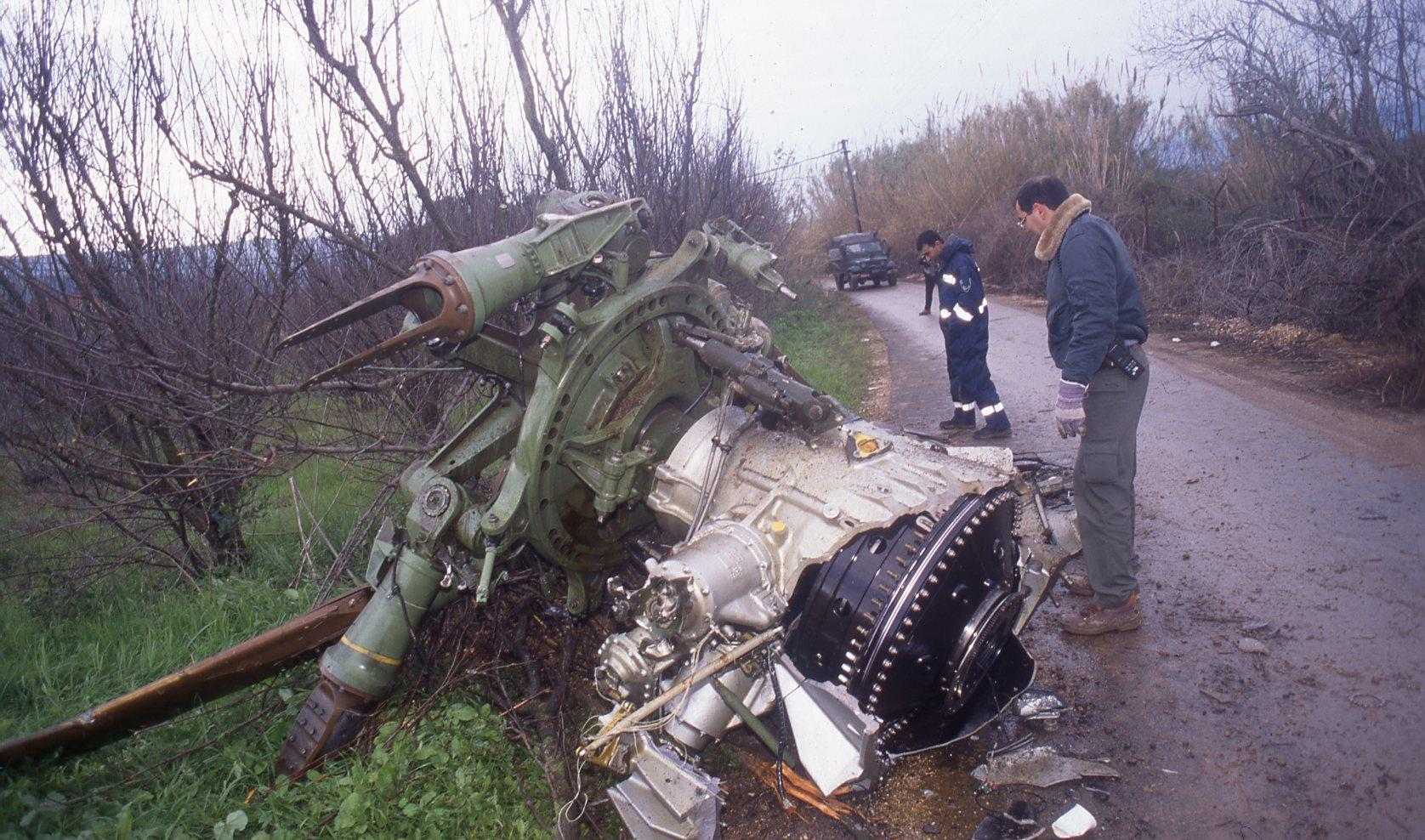
Một mảnh xác máy bay trực thăng

Sau chiến tranh Liban năm 1982, Israel đã rút về một "khu vực an ninh" ở miền nam Liban, nơi họ phải đối mặt với cuộc nổi dậy của Hezbollah và các nhóm Liban khác.
Ban đầu, Israel chuyển quân bằng đường bộ, nhưng thay đổi chính sách khi mối đe dọa đánh bom ven đường tăng lên. Do đó, Israel bắt đầu tăng cường vận chuyển binh lính bằng đường hàng không vào miền nam Liban.

## Tai nạn
Hai máy bay trực thăng Sikorsky S-65C-3 Yas'ur 2000, 357 và 903, được giao nhiệm vụ vận chuyển binh lính và vũ khí của Israel vào miền nam Liban, dự kiến ban đầu vào ngày 3 tháng 2, nhưng bị hoãn lại một ngày do điều kiện thời tiết xấu. Vào ngày 4 tháng 2, điều kiện thời tiết vẫn không tốt để bay do sương mù, nhưng tầm nhìn được cải thiện vào buổi chiều, và nhiệm vụ được phép tiếp tục.
Hai chiếc trực thăng cất cánh từ căn cứ không quân Tel Nof và bay đến sân bay Rosz Pina, địa điểm tập hợp binh lính. Trực thăng số 903', được chỉ định bay đến tiền đồn "Pumpkin", phía đông Nabatiyeh, trên khoang có 4 phi hành đoàn và 32 hành khách. Chiếc trực thăng thứ hai, 357, bay đến một căn cứ của Israel tại Lâu đài Beaufort, trên khoang có 4 phi hành đoàn và 33 hành khách.
Lúc 6:48 chiều, sau khi được thông qua lần cuối và thông báo tóm tắt về các binh sĩ, cả hai trực thăng đều được phép cất cánh. Một phút sau khi cất cánh, cơ trưởng của chiếc trực thăng 903 đã yêu cầu kiểm soát không lưu cho phép bay qua biên giới vào Liban, nhưng sự cho phép đã bị trì hoãn và các trực thăng kết thúc lơ lửng cho đến 6:56 chiều khi một kiểm soát viên xác nhận rằng họ được phép bay qua. Ba phút sau, những chiếc trực thăng biến mất khỏi radar.

Hai chiếc trực thăng đã va chạm trên moshav She'ar Yashuv ở miền bắc Israel. Một cuộc điều tra của Israel kết luận rằng cánh quạt của trực thăng 357 đã va vào đuôi của trực thăng 903. Trực thăng 357 bị rơi ngay lập tức, trong khi phi hành đoàn của trực thăng 903 cố gắng kiểm soát nó nhưng không thành công và nó cũng bị rơi. Theo một nhân chứng quan sát sự kiện từ mặt đất cho biết: 
"Hai chiếc trực thăng bay ngang qua nhà tôi mà không bật đèn. Sau đó, có một tia sáng lóe lên. Một chiếc rơi thẳng và chiếc còn lại dao động nửa kilômét rồi nó cũng phát nổ."

(Nguyên văn: "Two helicopters passed over my house without their lights on. Then there was a flash. One fell straight away and the other wavered for half a kilometre... then it also exploded.")
Một trong những chiếc trực thăng lao thẳng vào She'ar Yashuv như một quả cầu lửa, đốt cháy một ngôi nhà gỗ trống, trong khi chiếc còn lại lao xuống nghĩa trang của Kibbutz Dafna cách đó vài trăm thước. Các đám cháy do nhiên liệu máy bay từ trực thăng đốt cháy đã bùng phát trên mặt đất và đạn dược chứa trên trực thăng bị nung nóng và gây ra một loạt vụ nổ. Một số nhân chứng khẳng định họ có thể nghe thấy những tiếng kêu yếu ớt phát ra từ đống đổ nát, nhưng họ không thể lại gần vì các vụ nổ và tiếng kêu đã hết sau vụ nổ. Tất cả 73 binh sĩ trên trực thăng đều thiệt mạng, tuy nhiên không có thương vong dưới mặt đất. Một nhân chứng cho biết đã nhìn thấy một người lính bị ném khỏi trực thăng, người ban đầu vẫn còn mạch nhưng đã chết ngay sau đó.
Sau vụ tai nạn, binh lính, lính cứu hỏa và đội cứu hộ đã chạy đến hiện trường. Magen David Adom vội vã điều 20 xe cứu thương và hai đơn vị chăm sóc đặc biệt di động đến hiện trường. Tuy nhiên, có thể sớm biết rõ rằng đã không có ai sống sót sau vụ tai nạn. Lo sợ rằng lượng đạn bổ sung có thể phát nổ, IDF đã phong tỏa tất cả các cộng đồng trong khu vực, tuyên bố họ đóng cửa các khu quân sự, chặn tất cả các con đường địa phương và cử các đội phá bom đến dọn sạch các chất nổ trong khu vực. Điều này đã gây ra ùn tắc giao thông nghiêm trọng và tạm thời khiến hàng trăm người không thể đến được nhà của họ. Các đội cứu hộ đã thu hồi các thi thể và mảnh thiết bị vũ khí, dụng cụ từ hiện trường, và một số thi thể được tìm thấy vẫn còn bị trói trên ghế. Các thi thể đã được đưa đến một nhà xác tạm thời được thiết lập tại một căn cứ quân sự gần đó để nhận dạng. IDF đã kiểm duyệt tin tức về vụ tai nạn trong hơn hai giờ để thông báo tới gia đình các nạn nhân, nhưng việc xác định danh tính nhanh chóng là không thể. Tất cả các thi thể đã được tìm thấy vào sáng ngày 5 tháng 2.

## Hậu quả

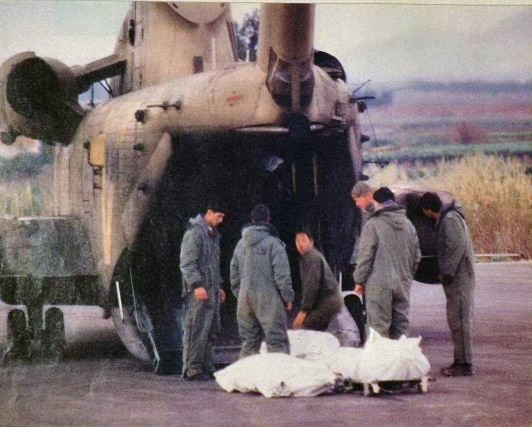
Thi thể các nạn nhân đang được chuẩn bị để vận chuyển

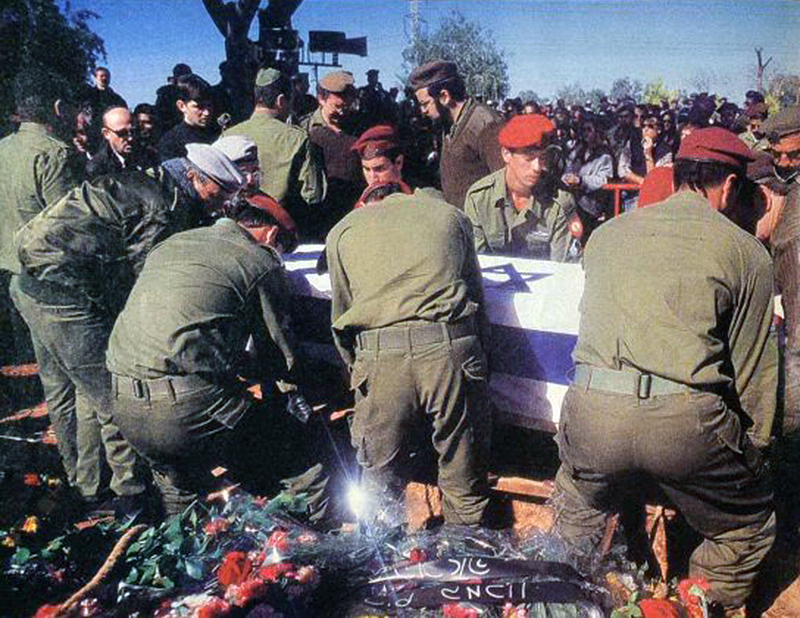
Đám tang của một trong những nạn nhân

Vụ tai nạn là thảm họa hàng không đẫm máu nhất trong lịch sử Israel. Một làn sóng quốc tang quét qua Israel. Theo Joshua L. Gleis, "Ở một quốc gia gắn bó chặt chẽ, nơi hầu hết mọi người đều tham gia quân đội, một bộ phận lớn dân số quốc gia biết ít nhất một trong số những người lính thiệt mạng trong vụ tai nạn." Ngày 6 tháng 2 được tuyên bố là một quan chức ngày để tang. Cờ rủ, nhà hàng và rạp chiếu phim đóng cửa, Knesset dành một phút mặc niệm, và tên của những người thiệt mạng được xướng lên ở đầu mỗi bản tin trên truyền hình và đài phát thanh. Hàng nghìn người Israel đã đến cầu nguyện tại Bức tường phía Tây và các cuộc mít tinh được tổ chức tại các trường học trên toàn quốc.
Lễ tang bắt đầu diễn ra vào ngày 5 tháng 2. Thủ tướng Benjamin Netanyahu và Tổng thống Ezer Weizman đã đến dự tang lễ và thăm hỏi các gia đình đau buồn.
Bộ trưởng Quốc phòng Israel Yitzhak Mordechai đã chỉ định một ủy ban điều tra do David Ivry đứng đầu để điều tra nguyên nhân vụ va chạm. Ủy ban khuyến nghị rằng chỉ huy phi đội trực thăng bị cách chức và cấm đảm nhiệm bất kỳ vị trí chỉ huy nào trong tương lai, chỉ huy căn cứ không quân Tel Nof và phó chỉ huy phi đội (người đã thông báo cho các phi công trước nhiệm vụ của họ) bị khiển trách, và rằng sĩ quan phụ trách ở sân bay Rosh Pina bị cách chức và cấm đảm nhiệm bất kỳ vị trí chỉ huy nào trong ba năm. Trong các khuyến nghị của mình để ngăn ngừa tai nạn trong tương lai, ủy ban khuyến nghị nên giảm số lượng chuyến bay cho mỗi phi công, thiết lập các quy trình rõ ràng về việc tắt đèn khi qua biên giới, thiết lập một máy bay trực thăng dẫn đầu khi hai người bay cùng nhau, các phi đội hoạt động theo các quy trình tương tự và các máy bay trực thăng bay một mình trong bất kỳ chuyến bay đêm nào vào miền nam Lebanon. Nó cũng khuyến nghị Lực lượng Không quân Israel cài đặt hộp đen trong máy bay trực thăng của mình.
Thảm họa làm dấy lên cuộc tranh luận mới về việc Israel chiếm đóng miền nam Liban. Cuối năm đó, Four Mothers, một phong trào phản chiến nhằm thúc đẩy việc Israel rút quân khỏi miền nam Liban, được thành lập. Sự kiện này được coi là chất xúc tác cho việc Israel rút khỏi khu vực an ninh ở Liban vào năm 2000.

## Tưởng niệm
Một đài tưởng niệm 73 binh sĩ IDF mất mạng đã được dựng lên gần địa điểm một chiếc trực thăng bị rơi bên cạnh nghĩa trang của Kibbutz Dafna. Nó được khánh thành vào năm 2008. Đài tưởng niệm bao gồm một số yếu tố, trong đó yếu tố dễ thấy nhất là 73 viên đá được dựng xung quanh một hồ tròn mà nước được dẫn qua một con kênh. 73 cái tên được viết trên các khối màu đen đặt dưới nước của hồ bơi. Một câu Kinh Thánh từ Gióp 41:17 (Job 41:17) đã được khắc. Tượng đài được thiết kế bởi kiến trúc sư Shlomit Shlomo, kiến trúc sư cảnh quan Haim Cohen và Gilad Sharon, nhà điêu khắc Rami Feldstein; nhà điêu khắc Dani Karavan đóng vai trò cố vấn cho dự án. Tại moshav She'ar Yashuv, nơi chiếc trực thăng thứ hai bị rơi, một tượng đài khác đã được dựng lên. Ở rìa đông nam của moshav, "Khu rừng của những người đã khuất" được trồng để tưởng nhớ những người đã khuất. Khu rừng có 73 cây, mỗi cây dành cho một nạn nhân của vụ tai nạn.
Có rất nhiều tượng đài tưởng niệm khác trên khắp Israel để tưởng nhớ thảm họa. Ngoài ra, còn có đài tưởng niệm cho từng người lính ở những nơi họ sống.
Vào ngày 15 tháng 2 năm 2017, một buổi lễ tưởng niệm đã được tổ chức tại Kibbutz Dafna để kỷ niệm 20 năm thảm họa. Gia đình tang quyến của các nạn nhân đã tham dự, cũng như Tổng thống Reuven Rivlin, Bộ trưởng Quốc phòng Avigdor Lieberman và Tham mưu trưởng IDF Gadi Eizenkot.